# Tanghi Argentini
Tanghi Argentini is een Vlaamse kortfilm uit 2006. De film was genomineerd voor Beste Korte Film voor de 80ste Oscaruitreiking. De film heeft de Oscar uiteindelijk niet gewonnen.

## Rolverdeling
| Acteur          | Personage |
| --------------- | --------- |
| Wannes Cappelle | Patrick   |
| Ineke Nijssen   | Gaby      |
| Hilde Norga     | Suzanne   |
| Mathias Sercu   | Elves     |
| Dirk Van Dijck  | André     |
| Koen Van Impe   | Frans     |